# Sainte-Eulalie-d'Eymet
Sainte-Eulalie-d'Eymet is een plaats en voormalige gemeente in het Franse departement Dordogne (regio Nouvelle-Aquitaine) en telt 73 inwoners (2009). De plaats maakt deel uit van het arrondissement Bergerac. Sainte-Eulalie-d'Eymet is op 1 januari 2019 gefuseerd met de gemeenten Sainte-Innocence en Saint-Julien-d'Eymet tot de gemeente Saint-Julien-Innocence-Eulalie. 

## Geografie
De oppervlakte van Sainte-Eulalie-d'Eymet bedraagt 6,6 km², de bevolkingsdichtheid is dus 11,1 inwoners per km².
De onderstaande kaart toont de ligging van Sainte-Eulalie-d'Eymet met de belangrijkste infrastructuur en aangrenzende gemeenten.

## Demografie
Onderstaande figuur toont het verloop van het inwonertal.